# Estação Guerrero
A Estação Guerrero é uma das estações do Metrô da Cidade do México, situada na Cidade do México, entre a Estação Tlatelolco, a Estação Hidalgo, a Estação Garibaldi-Lagunilla e a Estação Buenavista. Administrada pelo Sistema de Transporte Colectivo, faz parte da Linha 3 e da Linha B.
Foi inaugurada em 20 de novembro de 1970. Localiza-se no cruzamento da Avenida Guerrero com o Eixo 1 Norte. Atende o bairro Guerrero, situado na demarcação territorial de Cuauhtémoc. A estação registrou um movimento de 6.198.407 passageiros em 2016.